# Viettesia bimaculosa
Viettesia bimaculosa là một loài bướm đêm thuộc phân họ Arctiinae, họ Erebidae.